# Marcos Curiel
Marcos Curiel junto com Wuv, foi um dos membros fundadores da banda P.O.D. Eles se conheceram através de um amigo comum na escola. Marcos participou de todos os álbuns da banda antes de Payable on Death (2003). Isso porque, em 2003, Marcos saiu da banda por causa de divergências de crenças.
Alguns também dizem que ele foi afastado da banda não por seus projetos paralelos, mas sim porque não estava tão comprometido com a fé e carreira da banda como seus companheiros. Na trilha de The Matrix Reloaded a banda foi convidada a realizá-lo no início de 2003, e foi nesse momento que houve uma mudança em sua formação:  Marcos Curiel iniciou um projeto paralelo, Accident Experiment, banda composta pelo ex-vocalista da extinta e também protestante, Grammatrain que fazia um som grunge. Marcos afirmou que estava cansado de tocar com um compromisso nas letras, no caso a ideologia do evangelho cristão, algo que vem soando como "rebeldia" em sua nova banda, e ele havia proposto à banda modificar suas letras dali em diante, deixar de lado nas canções as suas ideias e conceitos e partir para "um outro segmento de mercado". Apesar disso os demais integrantes da banda não acataram a ideia [carece de fontes?]. Marcos decidiu abandonar a banda alegando que sua crença em Deus era diferente dos outros integrantes da banda, mas não deu detalhes desta "diferença" de doutrina.
O guitarrista usava instrumentos Paul Reed Smith quando tocava no P.O.D.
No fim de 2006, após a banda ter deixado o selo Atlantic que acompanhou o grupo por anos, Jason Truby deixou o P.O.D.. Suponha-se que tenha sido para que pudesse se dedicar mais a sua família. No mesmo dia da saída de Jason, Marcos Curiel pediu para voltar a tocar com a banda e foi aceito por todos.